# یواس‌اس الفین (۱۸۶۴)
یواس‌اس الفین (۱۸۶۴) (به انگلیسی: USS Elfin (1864)) یک کشتی بود که طول آن ۱۵۵ فوت (۴۷ متر) بود.